# Jere Uronen
Jere Uronen (Turku, 13 de julio de 1994) es un futbolista finlandés que juega de defensa en el Atromitos de Atenas de la Superliga de Grecia.

## Selección nacional
Uronen fue internacional con todas las categorías de la selección de fútbol de Finlandia, antes de debutar con la absoluta en 2012.
Su primer partido con la selección finlandesa fue un amistoso contra la selección de fútbol de Turquía que terminó con victoria de Finlandia por 3-2.
Marcó su primer gol con la selección el 9 de junio de 2018 en un amistoso contra la selección de fútbol de Bielorrusia.

## Clubes
| Club                      | País           | Año       |
| ------------------------- | -------------- | --------- |
| Turun Palloseura          | Finlandia      | 2011-2012 |
| Åbo IFK (cedido)          | Finlandia      | 2011      |
| Helsingborgs IF           | Suecia         | 2012-2016 |
| K. R. C. Genk             | Bélgica        | 2016-2021 |
| Stade Brestois 29         | Francia        | 2021-2023 |
| F. C. Schalke 04 (cedido) | Alemania       | 2023      |
| Charlotte F. C.           | Estados Unidos | 2023-2025 |
| AIK Estocolmo             | Suecia         | 2025      |
| Atromitos de Atenas       | Grecia         | 2025-     |

## Palmarés

### Títulos nacionales
| Título                      | Club            | País    | Año     |
| --------------------------- | --------------- | ------- | ------- |
| Supercopa de Suecia         | Helsingborgs IF | Suecia  | 2012    |
| Primera División de Bélgica | K. R. C. Genk   | Bélgica | 2018-19 |
| Supercopa de Bélgica        | K. R. C. Genk   | Bélgica | 2019    |
| Copa de Bélgica             | K. R. C. Genk   | Bélgica | 2020-21 |